# R-13 (미사일)
R-13은 소련의 사거리 600 km SLBM이다.

## 역사
1955년 7월 25일 소련 의회는 골프급 잠수함과 호텔급 잠수함에 탑재하기 위한 SLBM 개발을 승인했다.
처음에는 세르게이 코롤료프의 OKB-1에서 개발했다. 이후에 마케예프 연구소에서 개발했다.
1956년 1월 11일 최종 상세설계가 승인되었다.
R-13은 1961년 실전배치되었으며, 1단 액체연료 미사일이다. R-11FM 스커드 미사일과 외양이 비슷해서 서방 정보당국이 한동안 혼동했다.

## 같이 보기
- 미사일 목록